# Vriština
Vriština (ili bujadnica) je ime za prostrane otvorene površine, obrasle travama i niskim grmljem po kojima dominiraju biljke kao što su vres, žutike, patuljaste borovice i retko raštrkano drveće poput breza. One su veštačke tvorevine, stvorene delovanjem ljudi, nakon viševekovne seče šuma. Vriština je i ime za biljnu zajednicu koja se razvija na kiselim tlima nakon potiskivanja šumske zajednice.
Vrištine su široko zastupljene širom sveta, ali brzo nestaju i smatraju se retkim staništem u Evropi. One čine opsežne i veoma različite zajednice širom Australije u vlažnim i poluvlažnim područjima, gde su požarni režimi s ponavljajućim spaljivanjem potrebni za održavanje vriština. U Južnoj Africi se javljaju još raznovrsnije vrištine, mada su manje rasprostranjene. Ekstenzivne zajednice vriština mogu se naći i u kalifornijskom čaparalu, Novoj Kaledoniji, centralnom Čileu i duž obala Sredozemnog mora. Pored ovih prostranih područja vriština, njihov vegetacioni tip se takođe nalazi na rasutim lokacijama na svim kontinentima, osim na Antarktiku.

## Karakteristike
Vrištine se prostiru po ogolelom neplodnom zemljištu, po kiselom tlu koje je najčešće peščano pa se lako suši i siromašno je mineralima za ishranu bilja. Kako je tlo vodopropusno, i ne može dugo da zadržava vodu, vrištine često pate od letnih suša. Zbog toga su požari stalna opasnost za vrištine, naročito zbog više vegetacije koja je vrlo smolasta i zbog toga - vrlo zapaljiva. Jedinstvena povezanost biljaka i životinja prilagođenih da izdrže takve negostoljubive uslove je evoluirala do prepoznatljive zajednice vrištine.
Mladice poput bora i breze lako se primaju na vrištinama. Ako se ne kontrolišu na neki način (rezanjem, ispašom stoke ili požarom) brzo će nadrasti svo ostalo bilje u vrištini i ugušiti ga. U prošlosti, je tradicionalni ruralni način života, kad su ljudi, mlada izrasla stabla sekli za ogrev i terali svoja stada na pašu po vrištinama, koja bi obrstila mladice drveća, tako sprečavali rast drveća, i održavali vrištine. Nestankom tradicionalnog ruralnog života, mnoge se vrištine danas ponovno pretvaraju u šume. Iako šume kao stanište imaju vrednost koja je neosporna, ipak njih ima puno više od vriština, pa je danas očuvanje vriština prioritet.
Površine vriština se naizgled čine prilično jednoličnim i sličnim, ali se zajednice biljaka i životinja koje žive u njima, mogu jako razlikovati od jedne do druge. Razlike zavise od lokacije vriština, geološke podloge i tla na kojem se prostiru, klime i starosti biljne zajednice, svi ti faktori igraju ulogu u određivanju vrsti koje će živeti na određenom području.
Vrištine se može podeliti na tri glavne vrste prema vlažnosti tla;
- Močvarne vrištine prostiru se na terenima gde je nivo vode visok, ili tamo gde leže na nepropusnim stenama ili glini, što sprečava oticanje voda. Takve vrištine imaju podzemne vode blizu površinskog nivoa tla.
- Suve vrištine javljaju se na vodopropusnim terenima, gde nivo podzemnih voda leži duboko ispod površinskog tla.
- Vlažne vrištine su sredina između ta dva tipa.[3]

Raznolikost vrsta koje žive na pojedinoj vrištini, povećava se sa nivoom vlažnosti tla. Tako po močvarnim vrištinama živi mnogo više vrsta nego po suvim, po njima rastu brojne vrste močvarnih vresovki, trave beskoljenke i mahovine tresetari (tresetne mahovine - Sphagnum). Po suvim vrištinama obično dominira vres (Calluna vulgaris), sivi vres (Erica cinerea) i žutika (Ulex).
Vrištine su dom bogate galerije životinjskih vrsta, po njima živi oko 5 000 vrsta beskičmenjaka, među ostalima skakavci, zrikavci, tvrdokrilci, vilini konjici, moljci, mravi, ose, pčele i pauci, od kojih su mnogi od njih danas raritetni..

## Antropogene vrištine
Antropogeni habitati vriština su kulturalni krajolici koji se mogu naći širom sveta na raznim lokacijama kao što su severna i zapadna Evropa, Amerika, Australija, Novi Zeland, Madagaskar i Nova Gvineja.
Ove vrištine su prvobitno stvorene ili proširene vekovima ljudskog čišćenja prirodne šumske vegetacije, ispašom i spaljivanjem. U nekim slučajevima ove krčevine je otišle toliko daleko da su delovi područja obraslih rastinjem ustupili mesto otvorenim tačkama čistog peska i peščanih dina, sa lokalnom klimom koja, čak i u Evropi, može da dosegne temperature od 50 °C (122 °F) tokom leta, što dovodi do sušenje peskovitog mesta koje se graniči sa vlažnim staništima i daljeg uvećanja njegove podložnosti požarima. Osvrćući se na takve lokacije u Engleskoj, Oliver Rakam kaže: „Vrištine su očigledno proizvod ljudskih aktivnosti i treba da se njima upravljati kao i sa obradivim površinama; ako se zapuste one se pretvaraju u šumske oblasti”.
U poslednjih nekoliko godina konzervaciona vrednost čak i ovih veštačkih vriština postala je mnogo više cenjena, a samim tim i većina zelenila je zaštićena. Međutim, one su takođe ugrožene upadom stabala zbog prekida tradicionalnih tehnika upravljanja, kao što su ispaša i spaljivanje koje su posredovale održavanje pejzaža. Neke su takođe ugrožene urbanim širenjem. Antropogena vlažna staništa se veštački održavaju kombinacijom ispaše i periodičnog spaljivanja (poznatog kao kontrolisano spaljivanje) ili (retko) košenjem; ako se ne održavaju tako, brzo bivaju ponovo kolonizovana šumom. Vrste drveća ponovne kolonizacija će zavisiti od toga šta je dostupno kao lokalni izvor semena, te stoga ne moraju da odražavaju prirodnu vegetaciju pre nego što je vriština nastala.

## Galerija
- Lineburška vriština, antropogena vriština u Donjoj Saksoniji, severna Nemačka
- Finboš briština, Južna Africa
- Vriština u Vudberi komonu u Devonu (Engleska), sa uočljivim ljubičastim cvećem Calluna vulgaris i žutim cvećem
- Vriština u Kraljevskom nacionalnom parku, Sidnej
- Briština na stenovitom brdu u šrime poručju zapadnog Sidneja

## Literatura
- Haidinger, T.L., and J.E. Keeley. 1993. Role of high fire frequency in destruction of mixed chaparral. Madrono 40: 141–147.
- Halsey, R.W. 2008. Fire, Chaparral, and Survival in Southern California. Second Edition. Sunbelt Publications, San Diego, CA. 232 p.
- Hanes, T. L. 1971. Succession after fire in the chaparral of southern California. Ecol. Monographs 41: 27–52.
- Hubbard, R.F. 1986. Stand age and growth dynamics in chamise chaparral. Master's thesis, San Diego State University, San Diego, California.
- Keeley, J. E., C. J. Fotheringham, and M. Morais. 1999. Reexamining fire suppression impacts on brushland fire regimes. Science 284:1829–1832.
- Keeley, J.E. 1995. Future of California floristics and systematics: wildfire threats to the California flora. Madrono 42: 175–179.
- Keeley, J.E., A.H. Pfaff, and H.D. Stafford. 2005. Fire suppression impacts on postfire recovery of Sierra Nevada chaparral shrublands. International Journal of Wildland Fire 14: 255–265.
- Larigauderie, A., T.W. Hubbard, and J. Kummerow. 1990. Growth dynamics of two chaparral shrub species with time after fire. Madrono 37: 225–236.
- Minnich, R. A. 1983. Fire mosaics in southern California and northern Baja California. Science 219:1287–1294.
- Moritz, M.A., J.E. Keeley, E.A. Johnson, and A.A. Schaffner. 2004. Testing a basic assumption of shrubland fire management: How important is fuel age? Frontiers in Ecology and the Environment 2:67–72.
- Pratt, R. B., A. L. Jacobsen, A. R. Ramirez, A. M. Helms, C. A. Traugh, M. F. Tobin, M. S. Heffner, and S. D. Davis. 2013. Mortality of resprouting chaparral shrubs after a fire and during a record drought: physiological mechanisms and demographic consequences. Global Change Biology 20:893–907.
- Syphard, A. D., V. C. Radeloff, J. E. Keeley, T. J. Hawbaker, M. K. Clayton, S. I. Stewart, and R. B. Hammer. 2007. Human influence on California fire regimes. Ecological Applications 17:1388–1402.
- Vale, T. R. 2002. Fire, Native Peoples, and the Natural Landscape. Island Press, Washington, DC, USA.
- Venturas, M. D., E. D. MacKinnon, H. L. Dario, A. L. Jacobsen, R. B. Pratt, and S. D. Davis. 2016. Chaparral shrub hydraulic traits, size, and life history types relate to species mortality during California's historic drought of 2014. PLoS ONE 11(7): p.e0159145.
- Zedler, P.H. 1995. Fire frequency in southern California shrublands: biological effects and management options, pp. 101–112 in J.E. Keeley and T. Scott (eds.), Brushfires in California wildlands: ecology and resource management. International Association of Wildland Fire, Fairfield, Wash.
- Campbell, Neil A.; Brad Williamson; Robin J. Heyden (2006). Biology: Exploring Life. Boston, Massachusetts: Pearson Prentice Hall. ISBN 0-13-250882-6. Архивирано из оригинала 02. 11. 2014. г. Приступљено 25. 06. 2023.
- Hanes, Ted L. (1971-02-01). „Succession after Fire in the Chaparral of Southern California”. Ecological Monographs (на језику: енглески). 41 (1): 27—52. ISSN 1557-7015. JSTOR 1942434. doi:10.2307/1942434.
- Minnich, Richard A. (1983-03-18). „Fire Mosaics in Southern California and Northern Baja California”. Science (на језику: енглески). 219 (4590): 1287—1294. Bibcode:1983Sci...219.1287M. ISSN 0036-8075. PMID 17735593. S2CID 46485059. doi:10.1126/science.219.4590.1287.
- Halsey, R.W. (2009). „Chaparral as a natural resource: changing the conversation about chaparral and fire” (PDF). Proceedings of the CNPS Conservation Conference: 82—86.
- Keeley, Jon E.; Pfaff, Anne H.; Safford, Hugh D. (2005-10-03). „Fire suppression impacts on postfire recovery of Sierra Nevada chaparral shrublands*”. International Journal of Wildland Fire (на језику: енглески). 14 (3): 255—265. ISSN 1448-5516. doi:10.1071/wf05049.
- Hubbard, R.F. (1986). Stand Age and Growth Dynamics in Chamise Chaparral. San Diego: Master’s thesis, San Diego State University.
- Larigauderie, A.; Hubbard, T.W.; Kummerow, J. (1990). „Growth dynamics of two chaparral shrub species with time after fire”. Madroño. 37: 225—236. JSTOR 41424817.
- Keeley, Jon E. (1995). „Future of California Floristics and Systematics: Wildfire Threats to the California Flora”. Madroño. 42 (2): 175—179. JSTOR 41425064.
- Haidinger, Tori L.; Keeley, Jon E. (1993). „Role of high fire frequency in destruction of mixed chaparral” (PDF). Madroño. 40: 141—147. Архивирано (PDF) из оригинала 2016-04-14. г.
- Zedler, P.H. (1995).  Keeley, J.E.; Scott, T, ур. „Fire frequency in southern California shrublands: biological effects and management options”. Brushfires in California Wildlands: Ecology and Resource Management. Fairfield, WA: International Association of Wildland Fire: 101—112.
- Swetnam, T.W.; Allen, C.D.; Betancourt, J.L. (1999). „Applied historical ecology: using the past to manage for the future”. Ecological Applications (на језику: енглески). 9 (4): 1189—1206. doi:10.1890/1051-0761(1999)009[1189:AHEUTP]2.0.CO;2.
- Hanson, C.T; Sherriff, R.L; Hutto, R.L.; DellaSala, D.A.; Veblen, T.T.; Baker, W.L. (2015).  DellaSala, D.A.; Hanson, C.T., ур. The Ecological Importance of Mixed-Severity Fires: Nature's Phoenix. Amsterdam, Netherlands: Elsevier. стр. 3—22.
- Moritz, Max A.; Keeley, Jon E.; Johnson, Edward A.; Schaffner, Andrew A. (2004-03-01). „Testing a basic assumption of shrubland fire management: how important is fuel age?”. Frontiers in Ecology and the Environment (на језику: енглески). 2 (2): 67—72. ISSN 1540-9309. doi:10.1890/1540-9295(2004)002[0067:tabaos]2.0.co;2.
- Mensing, S.A.; Michaelsen, J.; Byrne, R. (1999). „A 560 year record of Santa Ana fires reconstructed from charcoal deposited in the Santa Barbara Basin, California” (PDF). Quaternary Research. 51 (3): 295—301. Bibcode:1999QuRes..51..295M. S2CID 55801393. doi:10.1006/qres.1999.2035.